# サールナートホール
サールナートホール（Sarnath Hall）は、静岡県静岡市葵区御幸町11-14にある多目的ホール。
道路を挟んで北側に隣接する臨済宗妙心寺派宝泰寺の檀信徒会館としての性格を持つ。開館時からの館長は宝泰寺住職の藤原靖爾。「サールナート」(Sarnath)とはインド・ウッタル・プラデーシュ州にある地名であり、釈迦が悟りを開いてから初めて教えを説いた初転法輪の地とされる場所である。

## 基礎情報
- 所在地 : 〒420-0857 静岡県静岡市葵区御幸町11-14[2]
- アクセス : JR東海道新幹線・東海道本線静岡駅北口から徒歩5分[2]
- 施設情報
  - 1階 : メインホール（約200席）、ホワイエ、喫茶コーナー
  - 2階 : 和室、研修室、子どもの広場
  - 3階 : 静岡シネ・ギャラリー1（50席）、静岡シネ・ギャラリー2（55席）

## 特色

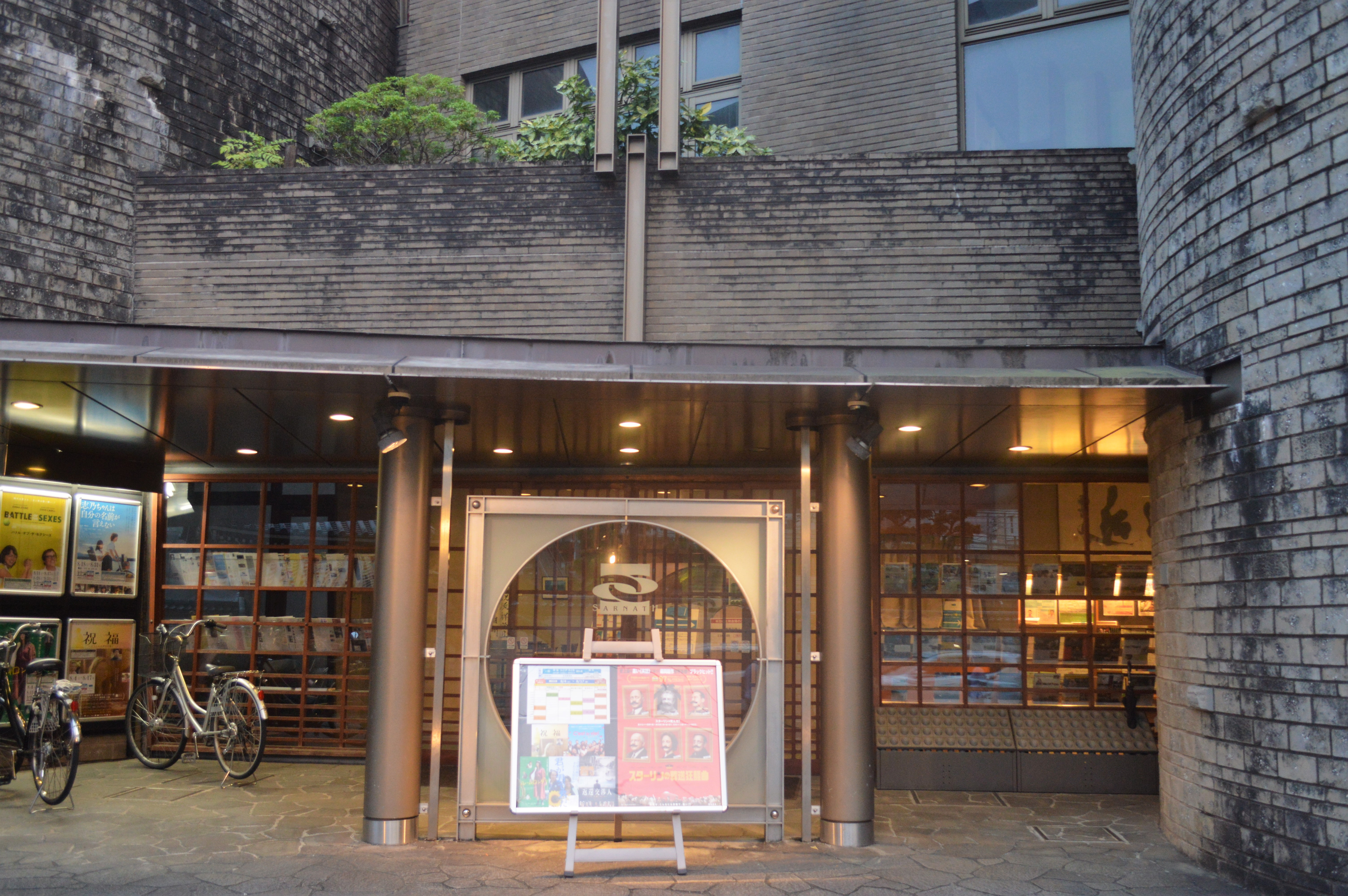
建物の入口

JR東海道新幹線・東海道本線静岡駅北口から徒歩5分、道路を挟んで宝泰寺の南側に隣接する約2,000m2の敷地に、延床面積3,826m2で3階建てのサールナートホールと駐車場がある。サールナートホールの建物は鉄筋コンクリート造（RC造）と鉄骨造（S造）を組み合わせており、インドの仏教遺跡をモチーフとしている。一方で外観には煉瓦タイルが貼られて西洋風であることから、（仏教的ではなく）美術館や教会に似ているとされる。設計は静岡県立美術館の設計なども手掛けた高木滋生。
1階に約200席のメインホールが、2階に和室や研修室や子どもの広場が、3階に2スクリーンを有する映画館（ミニシアター）の静岡シネ・ギャラリーがある。全席固定200席の多目的ホールは、音楽・演劇・古典芸能などが上演できる可変ステージとなっている。2階にはかつて檀信徒用の座禅堂があり、3階の静岡シネ・ギャラリーはかつて会議室（3室）だった。
宝泰寺が檀信徒会館として運営するユニークなホールであり、寺社が所有する本格的な会館を市民に開放するのは静岡県で初のことだった。音の反響には定評がある1階のメインホールでは、コンサートや映画上映会（2003年まで）を不定期に開催している。ホールの方針として地域重視・企画志向を掲げており、寄席や邦楽などの伝統芸能にも取り組んでいる。それまでの静岡市には演劇場が少なく、この地域の劇団にとって初の常設の根拠地となった。なお、同じ静岡市には静岡銀行が運営するしずぎんホール ユーフォニア（462席）などもある。2階の研修室では日本文化などの講座を開催している。

## 歴史

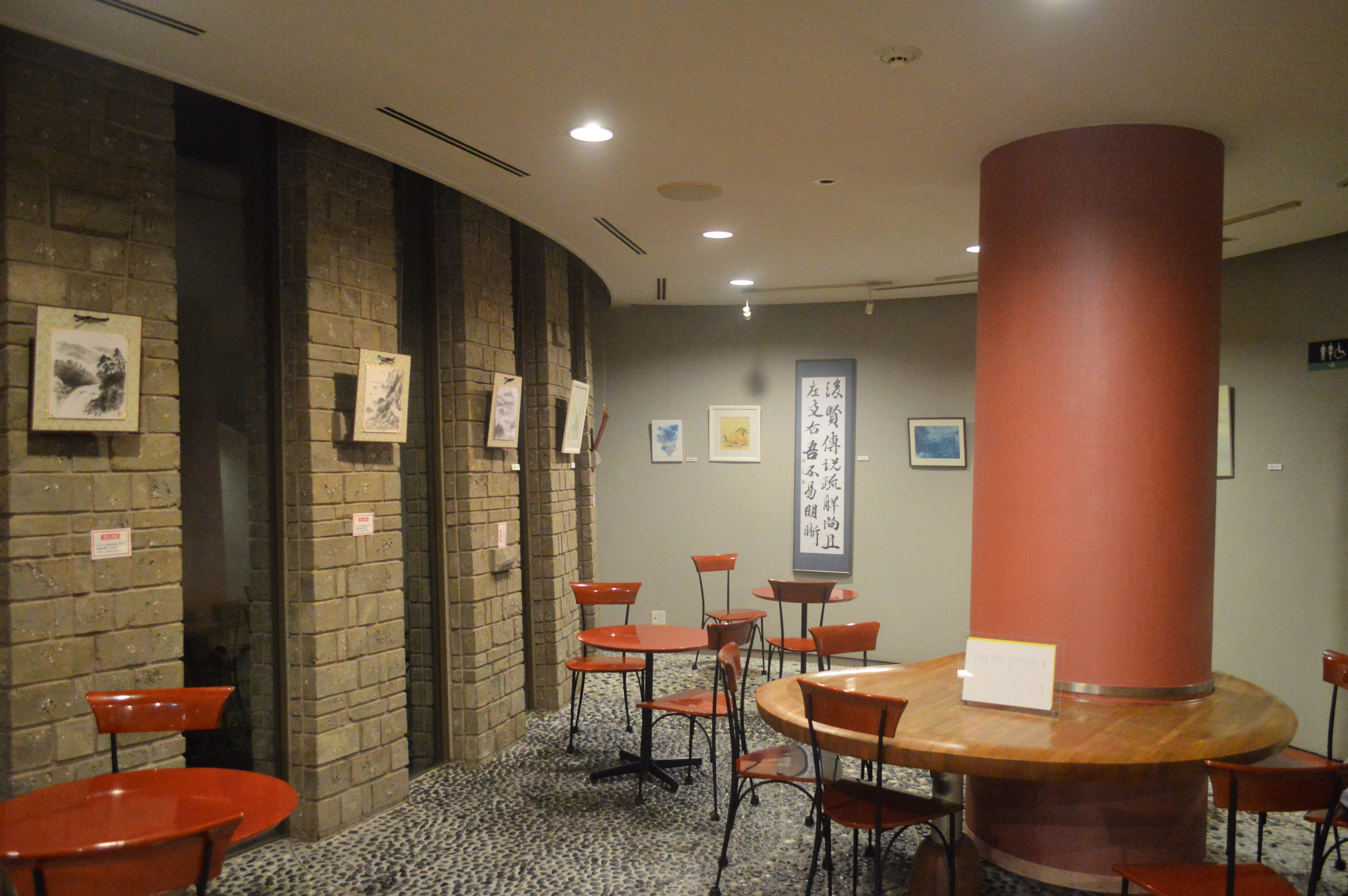
1階のロビー

臨済宗妙心寺派宝泰寺の後継ぎである藤原靖爾（藤原東演）は、戦中の1944年（昭和19年）11月に静岡県静岡市に生まれた。京都大学法学部在学中には外交官になりたいという夢を持ち、また司法試験を受けたこともあった。父親の死去によって1994年（平成6年）に宝泰寺の住職となった。
藤原は1995年（平成7年）に株式会社サールナートホールを設立。同年4月9日に宝泰寺の檀信徒会館であるサールナートホールが開館した。当初は葬式や法事を主要な事業に想定していたが、一般市民向けのコンサートなどの文化事業も手掛けている。

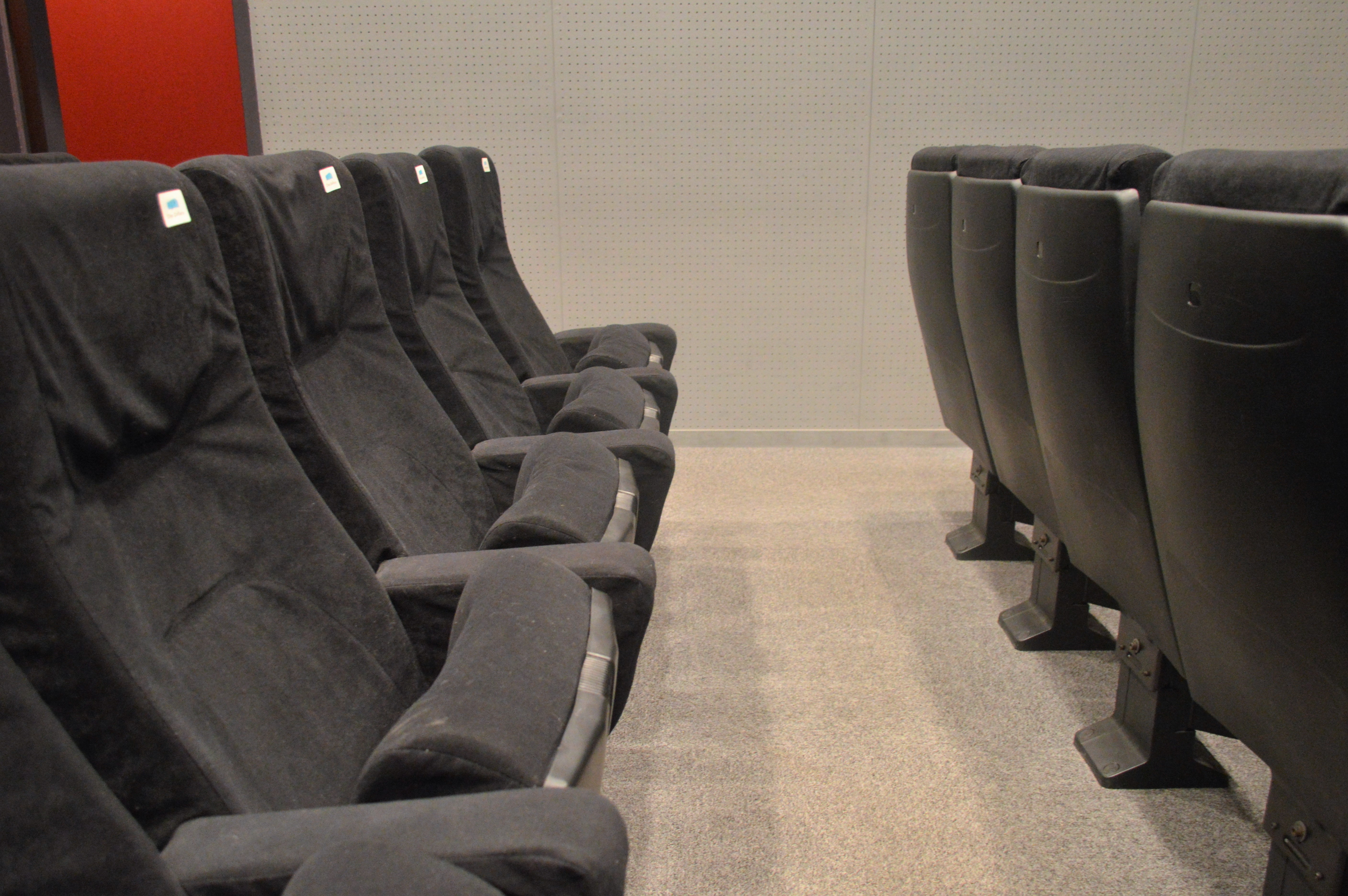
静岡シネ・ギャラリーの座席

1995年（平成7年）10月にはメインホールで名作映画の会員制上映会「シネ・サロン」をスタートさせた。月2回の頻度で開催され、各回の上映前に映画評論家の石原郁子による作品解説がつく。第1回はルキノ・ヴィスコンティ監督の『ベニスに死す』（1971年、イタリア＝フランス合作）、第2回はフェデリコ・フェリーニ監督の『道』（1954年、イタリア）、第3回はゲオルギー・シェンゲラーヤ監督の『放浪の画家ピロスマニ』（1969年、グルジア）だった。
メインホールの会員制上映会は東京・神田神保町の岩波ホールを目標に挙げ、地方都市で上映されることの少ない独立プロやミニシアター系の作品を35ミリフィルムで上映した。しかしメインホールは常設の映画館ではなく多目的施設であり、作品の上映期間や上映回数に制限があった。このために上映用の作品を求めても配給会社から断られることもあった。
2003年（平成15年）12月20日、サールナートホール3階に常設映画館（ミニシアター）の静岡シネ・ギャラリー（2スクリーン）を開館させた。約3,500万円かけて会議室だった部分を映画館に改装している。開館当初の座席数は45席と47席。大手映画配給会社の系列に属さない単館系映画館として運営している。
2006年（平成18年）3月6日にはサールナートホール10周年記念パーティを開催した。